# 60-я моторизованная дивизия (вермахт)
60-я моторизованная дивизия (нем. 60. Infanterie-Division (mot.)) — тактическое соединение сухопутных войск вооружённых сил нацистской Германии периода Второй мировой войны. Сформирована в октябре 1939 года в Польше как 60-я пехотная дивизия (нем. 60. Infanterie-Division) на основе так называемой «бригады Эберхардта» (специальная часть, состоявшая из подразделений земельной полиции Данцига). В августе 1940 года преобразована в моторизованную дивизию.

## Боевой путь дивизии
С мая 1940 года дивизия сражалась во Франции и оставалась там, неся оккупационную службу, до апреля 1941 г..
Затем дивизия была переведена в Румынию и приняла участие во вторжении в Югославию и Грецию.
Дивизия принимала участие в операции Барбаросса, продвигаясь через Умань и Днепр в составе 1-й танковой армии (командующий генерал фон Клейст). Так же принимала участие в нападении и оккупации Ростова-на-Дону, пока не была выбита вместе с другими немецкими войсками на реке Миус.
В серии оборонительных боёв зимой 1941—1942 года дивизии удалось удержать свою позиции. В марте 1942 года принимала участие в боях под Харьковом.
Позже в 1942 году дивизия была переведена под Сталинград, принимала участие в боях, в конце 1942 года попала в окружение под Сталинградом и уничтожена. В середине 1943 года был издан приказ о её расформировании.

## Структура дивизии
| - 92-й пехотный полк - 243-й пехотный полк - 244-й пехотный полк - 160-й артиллерийский полк - 160-й разведывательный батальон - 160-й мотоциклетный батальон - 160-й противотанковый артиллерийский дивизион - 160-й сапёрный батальон - 160-й батальон связи | - 92-й моторизованный полк - 120-й моторизованный полк - 160-й артиллерийский полк - 160-й мотоциклетный батальон - 160-й танковый батальон (с июня 1942) - 160-й разведывательный батальон - 160-й противотанковый артиллерийский дивизион - 160-й сапёрный батальон - 160-й батальон связи |

## Командиры дивизии
- Генерал-лейтенант Фридрих-Георг Эберхардт (15 октября 1939 — 15 мая 1942)
- Генерал-лейтенант Отто Колерманн (15 мая — ноябрь 1942)
- Генерал-майор Ханс Адольф фон Аренстоф (ноябрь 1942 — февраль 1943)

## Награждённые Рыцарским крестом Железного креста

### Рыцарский Крест Железного креста (12)
- Рольф Шнееге, 14.05.1941 — лейтенант резерва, командир сапёрного взвода штабной роты 120-го моторизованного полка
- Карл-Альбрехт фон Гроддек, 08.09.1941 — полковник, командир 120-го моторизованного полка
- Эрих Шрётер, 08.09.1941 — капитан, командир 1-го батальона 120-го моторизованного полка
- Георг Хессе, 31.12.1941 — майор, командир 3-го батальона 120-го моторизованного полка
- Фридрих-Георг Эберхардт, 31.12.1941 — генерал-лейтенант, командир 60-й моторизованной дивизии
- Рудольф Петерсхаген, 20.07.1942 — оберстлейтенант, командир 2-го батальона 92-го моторизованного полка
- Карл Виллиг, 25.07.1942 — капитан, командир 2-го батальона 120-го моторизованного полка
- Хорст Вильке, 25.07.1942 — оберарцт (обер-лейтенант медицинской службы) резерва, батальонный врач 3-го батальона 120-го моторизованного полка
- Альберт Дрессель, 13.10.1942 — фельдфебель, командир взвода 3-й роты 160-го танкового батальона
- Фриц Метте, 05.01.1943 — обер-ефрейтор, командир отделения 9-й роты 92-го моторизованного полка
- Фридрих Заха, 20.01.1943 — обер-лейтенант, командир 2-й роты 160-го противотанкового артиллерийского дивизиона
- Франц Клич, 22.01.1943 — обер-лейтенант резерва, командир штабной роты 120-го моторизованного полка

### Рыцарский Крест Железного креста с Дубовыми листьями
- Карл Виллиг (№ 179), 18.01.1943 — майор, командир 2-го батальона 120-го моторизованного полка